# مقرعة

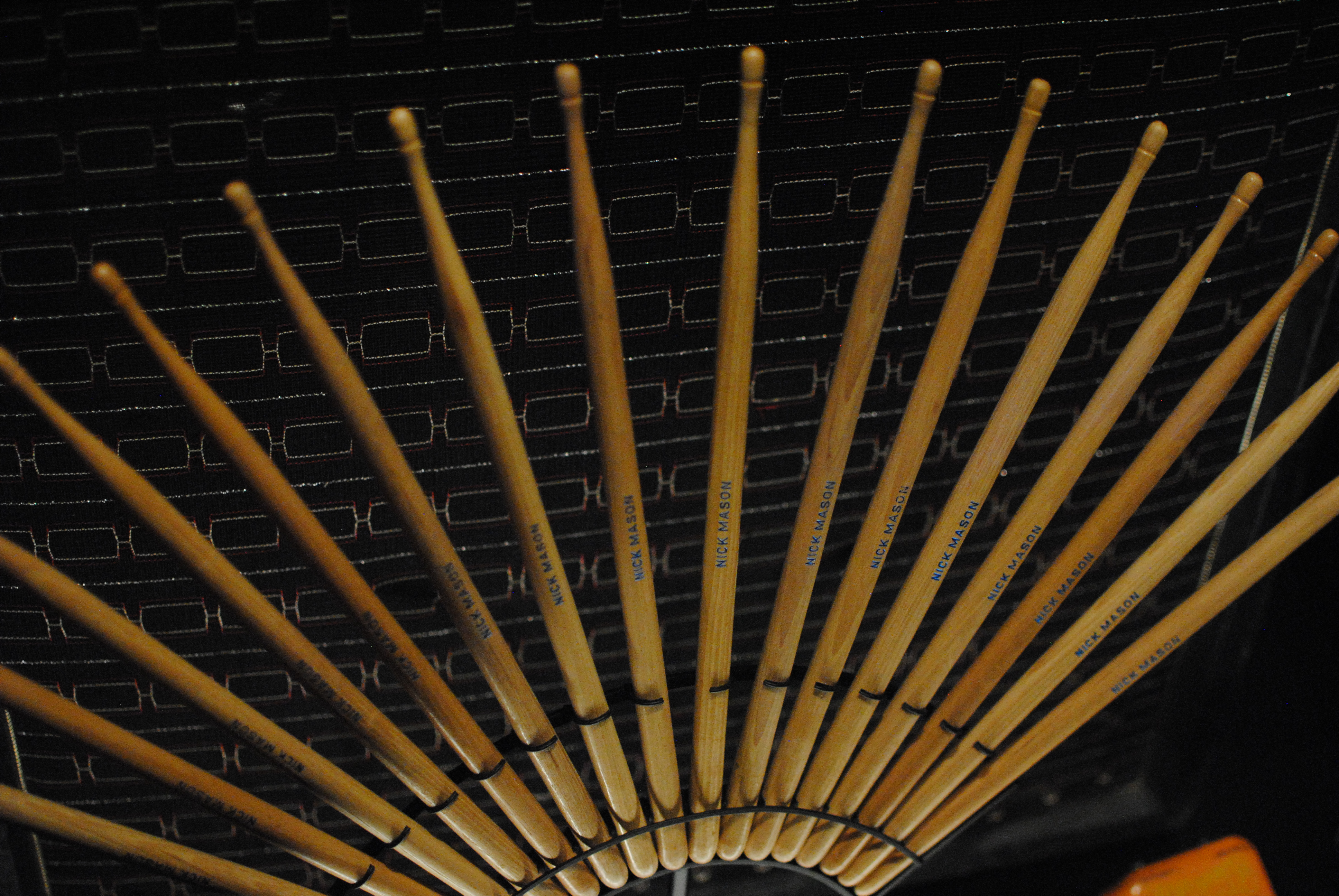
مجموعة مختارة من المقارع المخصصة لِنِك ماسون من صناع مختلفين

المِقرعة أو مقرعة الطبل أو النقَّارة هي نوع من مقارع الإيقاع تُستخدم في العزف على الطبل الجانبي وطقم الطبول وبعض آلات الإيقاع الأُخَر خاصة في عزف الإيقاع غير المشدود .

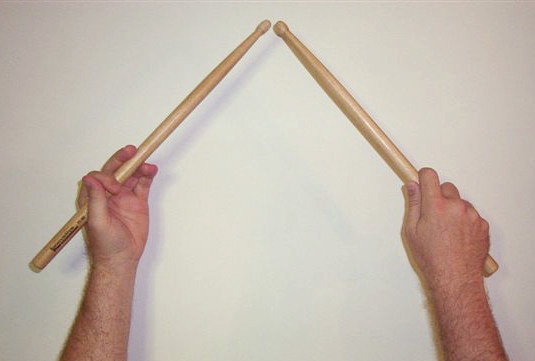
القبضة المعهودة للمقارع